# Pigasus Award
Pigasus Award, ou Prêmio Pigasus, é uma premiação anual dada pela James Randi Educational Foundation, dividido em cinco categorias, à pessoas e/ou instituições que mais contribuíram para a promoção de disparates na área do paranormal, sobrenatural e pseudociência. Uma curiosidade é que os ganhadores são anunciados por telepatia, e sempre no dia 1 de abril, que é o Dia da mentira.
O nome do prêmio provém da fusão das palavras "pig" (porco) com "pégasus", numa alusão à expressão popular “quando os porcos ganharem asas”.